# Juan Manuel de Ayala
Juan Manuel de Ayala y Aranza (28. prosince 1745, Osuna – 30. prosince 1797, Místokrálovství Nové Španělsko) byl španělský námořní důstojník, který sehrál významnou roli v objevování Kalifornie. On a posádka jeho lodi San Carlos byli první Evropané, kteří 5. srpna 1775 vpluli do Sanfranciského zálivu.
11. srpna doplul San Carlos na Alcatraz. V té době byl ostrov opuštěný, ani vegetace nebyla nikterak bujná. Ostrov obývala pouze hejna mořských ptáků, podle nichž byl ostrov pojmenován. De Ayala dal ostrovu původně jméno Isla de los Alcatraces (ostrov pelikánů), jež se postupem času vyvinulo do dnešní podoby Alcatraz.

## Životopis
Ayala se narodil v Osuně, Andalusii. Vstoupil do španělského námořnictva 19. září 1760, a dosáhl hodnosti kapitána v roce 1782. Odešel (z důvodu jeho úspěchů v Kalifornii) 14. března 1785.
V roce 1770, španělské královské úřady nařídily ke zkoumání severním pobřeží Kalifornie, "aby zjistil, zda tam byly nějaké ruské osady, a prověřili přístav v San Franciscu". Don Fernando Rivera y Moncada byl vyslán na misi (na místo kde nyní leží San Francisco) pozemní expedice navázat španělskou vládu po celé ploše, pod velením Juana Bautista de Anza byl poslán na sever. Ayala, později nadporučík byl jedním z těch, kteří byli vysláni na námořní výpravy. On přijel do Vera Cruz v srpnu 1774 a pokračoval do Mexico City přijímat rozkazy od místokrále Freye Dona Antoniona María de Bucareli y Ursua.
Bucareli ho poslal do San Blas, kde převzal velení nad lodí Sonora, který je součástí loďstva v rámci obecného vedením Dona Bruno de Heceta v fregaty Santiago. Loďstvo se plavilo ze San Blas na počátku roku 1775. Nicméně, ze San Blas brzy vyrazil, byl velitel lodi paketů San Carlos, Don Miguel Manrique onemocněl - některé prameny uvádějí, že se zbláznil. Ayalovi bylo nařízeno, aby převzal velení této větší nádoby, plavil se zpátky do San Blas přistát nešťastnou Manrique, a vrátil se k loďstvu po plavbě za několik dní. Ayala byl určen projít úžinou a zkoumat, co leželo uvnitř, zatímco Santiago a Sonora pokračoval směrem na sever.
San Carlos přijal dodávky v Monterey, 26. července a pak pokračujoval na sever. Ayala prošel Golden Gate dne 5. srpna 1775, s obtížemi a velmi opatrně kvůli přílivu a odlivu. Zažil množství úchytů, zjištění, že je Angel Island nejvíce vyhovující, ale nedokázal navázat kontakt, jak doufal, se stranou Anza. Ayala postavil dřevěný kříž, tam kde přistál první noc. San Carlos zůstal v zátoce až do 18. září, potom se vracel k San Blas přes Monterey. Ayala se po zprávě místokrále dal plně v úvažování geografie zálivu, a zdůraznil své přednosti jako přístav (hlavně absence "těchto nepříjemných mlh, které jsme měli denně v Monterey, protože mlhy zde jen stěží dosáhly vstupu portu, a občas v přístavu, je počasí velmi jasné ") a přívětivost místních domorodých Američanů.
Ayala pojmenoval Alcatraz jako "La Isla de los Alcatraces" na jeho objevu. Slovo "Alcatraz" je tedy založen na archaické španělského slova "Alcatraces", což bylo přejaté slovo z arabštiny, "Al-qatras", což znamená "orel mořský", označovalo to značné množství druhů pelikánů, které žijí v San Franciscu.